# Bactrosaurus
A Bactrosaurus (jelentése 'Bactria-gyík', a belső-ázsiai Baktria régió neve és az ógörög σαυρος / szaürosz 'gyík' szó összetételéből) a növényevő dinoszauruszok egyik neme, amely a késő kréta korban, mintegy 97–85 millió évvel ezelőtt élt Kelet-Ázsiában. Az alapján, hogy a Bactrosaurus a kréta időszakban élt, a legkorábbi hadrosauridák közé sorolták be, és annak ellenére, hogy a teljes csontváza nem került elő. A csoport egyik legjobban ismert korai tagjának számít, ami megnöveli a felfedezés értékét.

## Anatómia

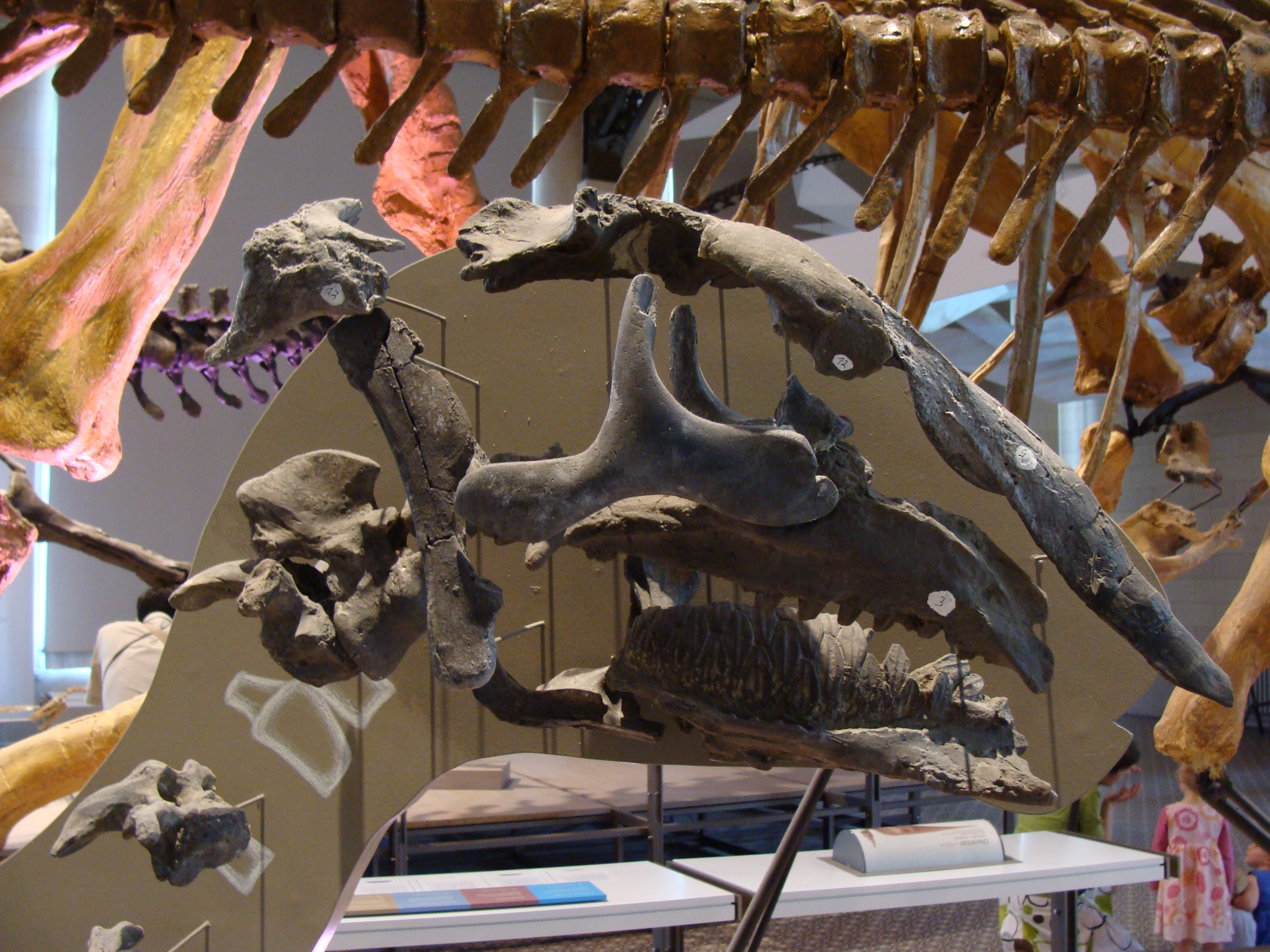
A Bactrosaurus részleges koponyája a Természettudományok Belga Királyi Intézetének (Institut Royal des Sciences naturelles de Belgique)

A Bactrosaurus átlagos hossza 6 méter, magassága 2 méter, a tömege pedig 1,1–1,5 tonna lehetett, míg a combcsontja 80 centiméter hosszú volt.
A Lambeosaurus korai rokona volt, és több olyan iguanodontiaszerű jellemzővel rendelkezett, mint például a hármas készletekben elhelyezkedő fogazat, a kis maxilláris fogak és a hadrosauridához képest szokatlanul erős testfelépítés. Jellegzetességei átmenetet képeznek a hadrosauridák két nagy csoportja között és egy olyan ősi formát képviselnek, amely a korábbi iguanodontida dinoszauruszokból fejlődött ki.
A Bactrosaurust eredetileg hiányzó fejdíszű állatként írták le, amely az iguanodontiák között szokványosnak, a lambeosaurinák között azonban szokatlanul kezdetlegesnek számít. A következő Bactrosaurus maradványokról szóló tanulmány azonban beszámolt egy hiányosan megőrződött fejdísz alapjának tűnő részekről.
2003-ban tumorokra, köztük hemangiomára, dezmoplasztikus fibromára, áttételes rákra és osteoblastomára utaló bizonyítékot fedeztek fel a fosszilizálódott Bactrosaurus csontvázakban. Bruce Rothschild és mások komputertomográfiás (CT) vizsgálat és fluoroszkópos megjelenítés alkalmazásával próbáltak tumorokra bukkanni a dinoszaurusz csigolyákban. A teszt több különböző hadrosaurida, köztük a Brachylophosaurus, a Gilmoreosaurus és az Edmontosaurus esetében is pozitív eredménnyel járt. Bár több, mint 10 000 fosszíliát vizsgáltak meg, a tumorok csak a Bactrosaurusra és a közeli rokonságába tartozó nemekre korlátozódtak. A tumorok megjelenését okozhatták a környezeti hatások, de kiválthatta genetikai hajlandóság is.

## Felfedezés
Az első Bactrosaurus-maradványt a Góbi sivatagban, Kínában és Mongóliában fedezték fel, ahol a B. johnsoni hat példányának részleges csontváza került elő. Úgy tűnik, hogy a begyűjtött példányok különböző korcsoportokat képviselnek a fiókáktól a teljesen kifejlett felnőttekig.
Teljes maradványokat még nem találtak, de a Bactrosaurus még így is jobban ismert a legtöbb korai hadrosauridánál. A Bactrosaurus anatómiájának ismert részei közé tartoznak a végtagok, valamint a csípő és a koponya nagy (fejdísz nélküli) része.

## Fordítás
- Ez a szócikk részben vagy egészben a Bactrosaurus című angol Wikipédia-szócikk ezen változatának fordításán alapul.  Az eredeti cikk szerkesztőit annak laptörténete sorolja fel. Ez a jelzés csupán a megfogalmazás eredetét és a szerzői jogokat jelzi, nem szolgál a cikkben szereplő információk forrásmegjelöléseként.